# Catastrophe aérienne d'Agadir
La catastrophe aérienne d'Agadir s'est produite le 3 août 1975, lorsqu'un Boeing 707 de Royal Jordanian Airlines (Alia), assurant un vol charter, affrété par Royal Air Maroc, entre l'aéroport de Paris-Le Bourget, en France, et l'aéroport d'Agadir-Inezgane, au Maroc, s'est écrasé sur une montagne dans le massif du Haut-Atlas, à 70 km d'Agadir, lors de son approche finale. 
Les 188 passagers et membres d'équipage à bord ont tous été tués dans le crash. Il s'agit de l'accident aérien le plus meurtrier survenue au Maroc, ainsi que du pire impliquant le Boeing 707.

## Avion

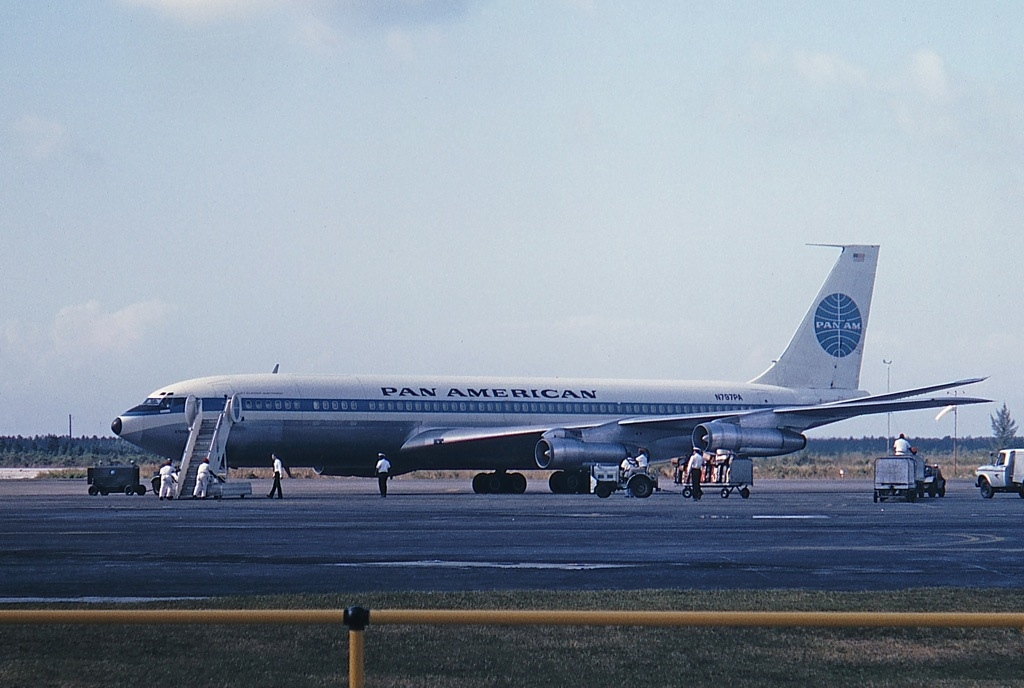
L'appareil impliqué dans l'accident, alors qu'il opérait pour la Pan Am (N797PA), ici à l'aéroport international Lynden Pindling en février 1965.

L'appareil impliqué était un Boeing 707-321C âgé de 11 ans (numéro de série 18767/376). Il était équipé de quatre turboréacteurs Pratt & Whitney JT3D-3B et totalisait 39 749 heures de vol au moment de l'accident.
Construit le 21 mai 1964, il a d'abord été livré à la Pan American World Airways (Pan Am), avec comme première immatriculation N797PA et surnommé de « Clipper Northwind ». Le 15 avril 1975, il a été livré à Royal Jordanian Airlines et immatriculé JY-AEE.

## Déroulement des faits
Le 707, propriété de Jordanian World Airways, filiale d'Alia, a été affrété par la compagnie aérienne nationale marocaine, Royal Air Maroc, pour transporter 181 ouvriers franco-marocains avec leurs familles depuis la France, pour rentrer dans leur pays pour y passer leurs vacances. L'accident a eu lieu trois minutes après que le contact eut été établi avec la tour de contrôle d'Agadir en vue de l'atterrissage.
C'était aux premières heures du matin lorsque l'avion a entamé son approche vers Agadir. Il y avait un épais brouillard dans la région et l'appareil volait depuis le nord-est au-dessus des montagnes de l'Atlas. Vers 4 h 25, heure locale, alors que le 707 descendait de 8 000 pieds (2 400 m) pour une approche sur la piste 29, l'extrémité de son aile droite et le moteur n°4 (moteur extérieur droit) ont heurté un affleurement rocheux à une altitude de 2 400 pieds (730 m). 
Une partie de l'aile s'est alors détachée lors de l'impact initial. Les pilotes perdent le contrôle de l'avion qui s'écrase finalement dans une vallée, environ 1 800 pieds (550 m) plus bas, et explose au milieu des rochers, du sable et des arbres.
Les équipes de secours ont découvert des débris de l'avion éparpillés sur un vaste périmètres ; la destruction de l'appareil était telle qu'aucun des débris retrouvés sur le site ne dépassait plus d'un mètre. M. Abadi Laoucine, un professeur marocain, qui s'est rendu sur les lieux immédiatement après la catastrophe déclare à l'Associated Press: « Tout était désintégré. On ne pouvait reconnaître aucune pièce de l'avion dans cet amoncellement. Les corps avaient été déchiquetés au moment du choc ».

## Cause
La cause de l'accident a été déterminée comme étant une erreur de l'équipage, qui n'a pas assuré un guidage de trajectoire positif avant d'entamer la descente finale. L'appareil jordanien n'avait pas suivi le couloir habituel nord-sud qu'empruntent généralement les avions à destination d'Agadir. Il n'avait pas fait escale à Casablanca, comme à l’accoutumée, et s'est donc présenté en venant du nord-est, au-dessus de la chaîne montagneuse de l'Atlas. 
L'avion se trouvait entre deux montagnes du Haut-Atlas, entre les localités d'Amskroud et d'Imzizen, au moment du drame. Le temps était alors très brumeux par suite des fortes chaleurs, réduisant grandement la visibilité dans le secteur. C'est dans ces conditions qu'il a percuté la montagne.